# Bini Adamczak
Bini Adamczak (née le 21 décembre 1979) est une féministe et écrivaine politique allemande dans le domaine du communisme et de l'altersexualité. Elle est notamment connue pour l'invention du néologisme « circlusion ».

## Biographie
Durant les années 2000, Bini Adamczak fait partie du groupe francfortois Sinistra! – Radikale Linke,.
En 2004, elle publie son premier livre en littérature jeunesse : Le Communisme expliqué aux enfants. Elle y explique le capitalisme et le communisme selon Karl Marx, avec de nombreux exemples dont la plupart autour d'échecs du communisme. L'épilogue n'est pas rédigé dans le domaine lexical des enfants, il présente au contraire le théorie sous-jacente du communisme pour les parents. C'est un succès, il est traduit dans une quinzaine de langues à partir de 2013 et il fait l'objet de lectures publiques.
En particulier, une lecture publique du 25 avril 2015 à la Fondation Rosa Luxemburg est publiée sur Youtube, et diffusée avec sous-titres anglais en mars 2017. Bini Adamczak reçoit une tempête médiatique extrêmement négative de la part de cercles américains conservateurs de droite,.
En 2007, Bini Adamczak publie son deuxième livre, un essai nommé Hier matin retraçant l'histoire du communisme depuis la révolution d'Octobre. Elle y justifie le sacrifice nécessaire des morts de la révolution, volet souvent ignoré par les communistes. Elle insiste cette fois encore sur les échecs, notamment de l'Union soviétique, mais également l'extradition par Staline des antifascistes allemands vers la dictature nazie, le pacte Hitler-Staline de 1939, les Grandes Purges de 1937, le stalinisme, et même les débuts du communisme dès 1917 :
« Ohne den Gang durch die Geschichte der revolutionären Versuche wird es keine revolutionäre Versuchung mehr geben. Trauer, Traum und Trauma, von denen das dritte sich um den zweiten schließt und nur durch die erste jemals sich wieder zu öffnen erweicht werden könnte. Auf der Möglichkeit kommunistischer Begierde lastet nicht nur das Ende der Geschichte, sondern vor allem das Ende der Revolution. Nicht nur 1989, sondern auch, mehr noch, 1939, 1938 und folgende bis 1924, bis 1917. »
« Sans passer par l'histoire des tentatives révolutionnaires, il n'y aura plus de tentation révolutionnaire. Tristesse, rêve et traumatisme, dont le troisième se referme autour du second et ne pourrait être adouci qu'en s'ouvrant à nouveau. Non seulement la fin de l'histoire pèse sur la possibilité du désir communiste, mais surtout la fin de la révolution. Non seulement en 1989, mais aussi, encore plus, en 1939, 1938 et les suivantes jusqu'en 1924, jusqu'en 1917. »
— B. Adamczak: Gestern Morgen, 2007, Seite 121, zitiert nach: H. Wallat: Kommunistische Trauerarbeit
Elle coécrit avec Konstanze Schmitt la pièce de théâtre Everybody Needs Only You. Liebe in Zeiten des Kapitalismus Tout le monde n'a besoin que de toi, la vie au temps du capitalisme jouée en décembre 2019 au théâtre Hebbel am Ufer (de) de Berlin.
Bini Adamczak habite à Berlin. Elle est membre de Jour fixe initiative berlin (de).

## Circlusion
En 2016, Bini Adamczak trouvant que le terme habituellement employé de pénétration est connoté à l'initiative de l'homme lors d'un rapport sexuel, propose de donner un sens actif à la femme. Pour cela, elle invente le néologisme de circlusion. Popularisé en France en 2019 par l’auteur Martin Page, ce terme reste marginalement utilisé aujourd'hui,.

## Œuvres
- Kommunismus. Kleine Geschichte wie alles anders wird. 4e éd. révisée. Unrast, Münster 2017,  (ISBN 3-89771-430-2) (éd. originale 2004). Traduction 2018 Le Communisme expliqué aux enfants. Entremonde, Genève 2018,  (ISBN 978-2-940426-45-4)
- Gestern Morgen. Über die Einsamkeit kommunistischer Gespenster und die Rekonstruktion der Zukunft. 3e édition. éditions Assemblage, Münster 2015,  (ISBN 978-3-942885-08-9) (éd. originale 2007). Hier matin. À propos de la solitude des fantômes communistes et de la reconstruction de l'avenir
- Beziehungsweise Revolution. 1917, 1968 und kommende. Suhrkamp Verlag, Berlin 2017,  (ISBN 978-3-518-12721-6). Ou plutôt la révolution. 1917, 1968 et à venir
- Der schönste Tag im Leben des Alexander Berkman. Vom womöglichen Gelingen der Russischen Revolution. éditions Assemblage, Münster 2017,  (ISBN 978-3-96042-026-2). Le Plus Beau Jour de la vie d'Alexandre Berkman : sur le succès possible de la révolution russe